# Anteos maerula
Anteos maerula är en fjärilsart som först beskrevs av Fabricius 1775.  Anteos maerula ingår i släktet Anteos och familjen vitfjärilar.
Artens utbredningsområde är Jamaica. Inga underarter finns listade i Catalogue of Life.

## Bildgalleri

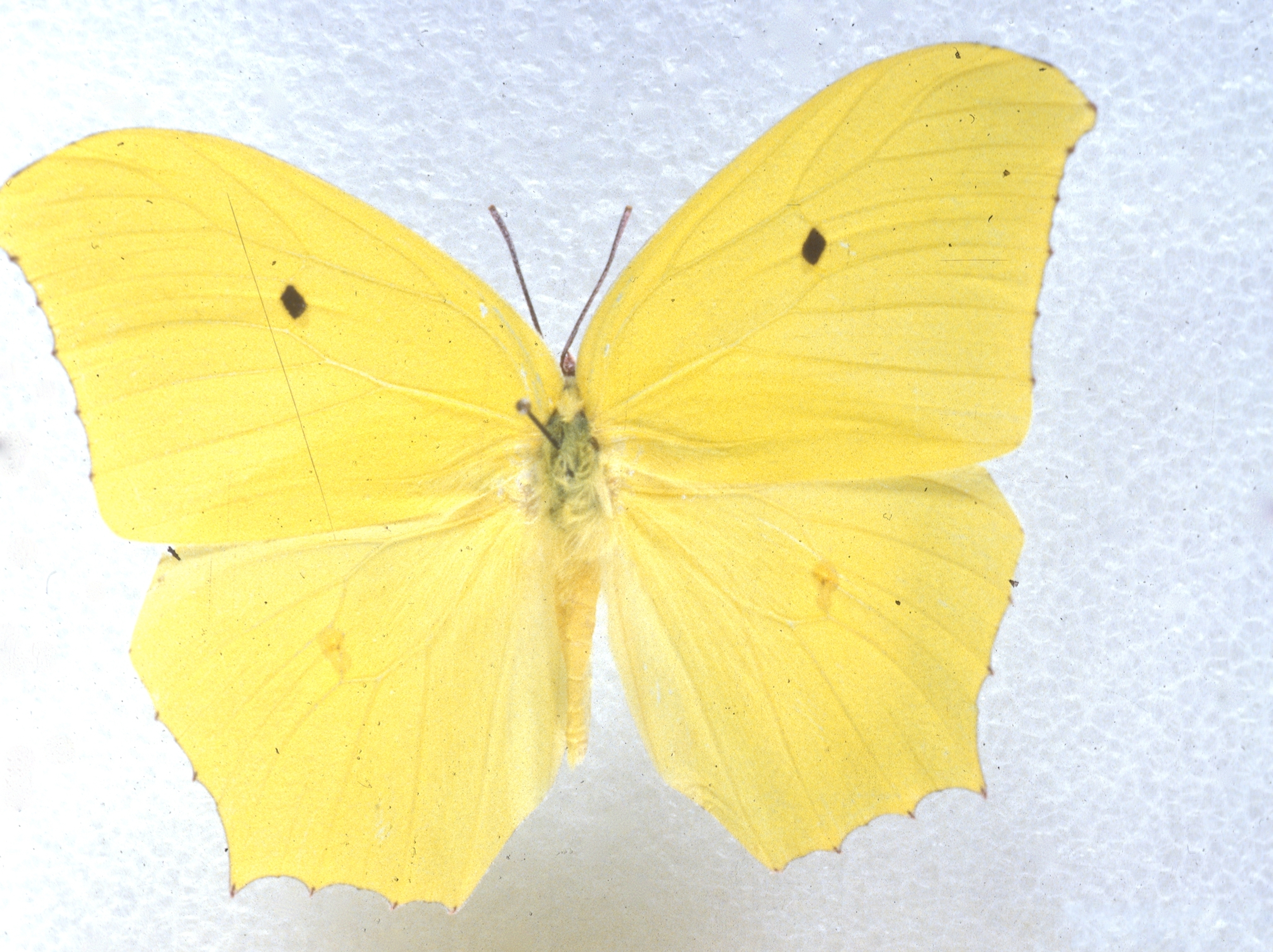
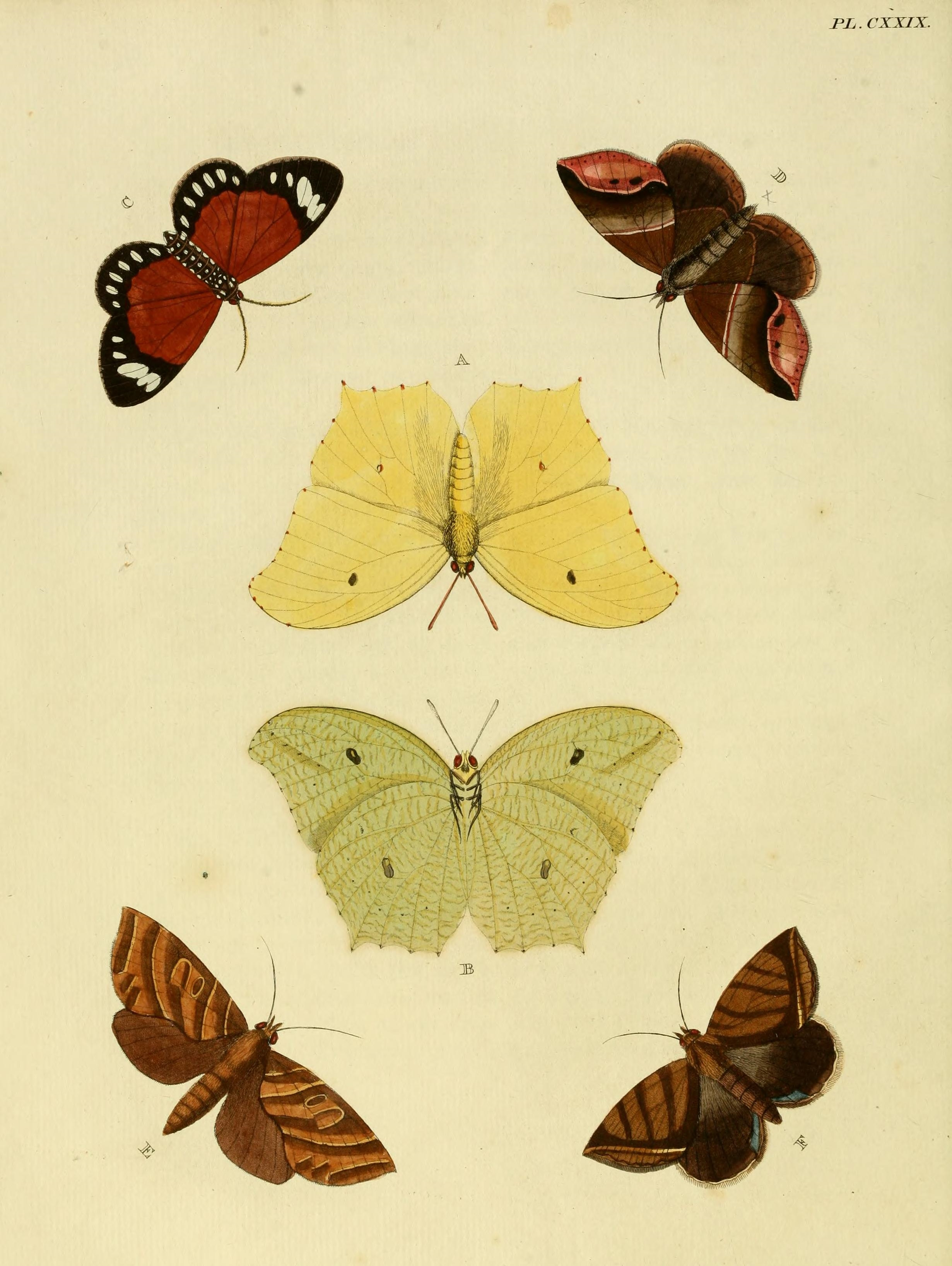